# برییف بی‌ئی-۴
برییف بی‌ئی-۴ (به انگلیسی: Beriev_Be-4) یک هواگرد از نوع کشتی پرنده شناسایی ساخت شرکت برییف است. هواگرد بی‌ایی-۴ نخستین پروازش را در ۲۱ اکتبر ۱۹۴۰ میلادی انجام داد. این هواگرد در سال ۱۹۴۲ میلادی رسماً معرفی گردید. در مجموع، تعداد 47 فروند از این هواگرد ساخته شده‌است.